# Images (film)
Pour les articles homonymes, voir Image (homonymie).
Pour plus de détails, voir Fiche technique et Distribution.
Images est un film américano-irlando-britannique réalisé par Robert Altman et sorti en 1972.

## Synopsis
Cathryn est en proie à la solitude sa vie dans son domicile à la montagne, alors que son mari part souvent dans des longs voyages. Elle entre en crise lorsqu'une vieille flamme fait irruption dans sa vie tiède, faisant surgir des fantômes auxquels elle ne pourra échapper. Le film se concentre sur la fausseté des relations humaines qui semblent être motivées uniquement par des motivations sexuelles. La seule relation pure sera celle entre la femme et la fille adolescente de son ex.

## Fiche technique
Sauf indication contraire, les informations mentionnées dans cette section peuvent être confirmées par la base de données cinématographiques IMDb,  présente dans la section « Liens externes ».
- Titre original et français : Images[1]
- Réalisateur : Robert Altman
- Scénario : Robert Altman d'après In Search of Unicorns de Susannah York
- Photographie : Vilmos Zsigmond
- Montage : Graeme Clifford
- Musique : John Williams
- Décors : Leon Ericksen
- Production : Tommy Thompson, John Daly, David Hemmings, Robert Altman, Scott Bushnell, Robert Eggenweiler, Leo Jaffe
- Société de production : Lion's Gate Films, Hemdale Film, Columbia Pictures
- Pays de production :  Irlande,  Royaume-Uni,  États-Unis
- Langue originale : anglais
- Format : Couleur par Technicolor - 2,35:1 - Son mono - 35 mm
- Durée : 101 minutes (1 h 41)
- Genre : Drame psychologique
- Dates de sortie :
  - France : 9 mai 1972 (Festival de Cannes 1972) ; 22 mars 1973 (sortie nationale)[1]
  - Irlande : 16 juin 1972 (Festival du film de Cork)
  - États-Unis : 8 octobre 1972 (Festival du film de New York) ; 18 décembre 1972 (sortie nationale)
  - Royaume-Uni : novembre 1972

## Distribution
- Susannah York : Cathryn
- René Auberjonois : Hugh
- Marcel Bozzuffi : Rene
- Hugh Millais (en) : Marcel
- Cathryn Harrison : Susannah

## Distinctions
- Festival de Cannes 1972 :  Prix d'interprétation féminine (Susannah York)